# Свети Илия (Кастро)
Вижте пояснителната страница за други значения на Свети Илия.
„Свети Илия“ (на гръцки: Ιερός Ναός Προφήτη Ηλία) е възрожденска православна църква, гробищен храм на село Кастро на остров Тасос, Егейска Македония, Гърция, част от Филипийската, Неаполска и Тасоска епархия на Вселенската патриаршия.
Разположена е в центъра на средновековния генуезки замък. На вградена каменна плоча в южната стена е изписана годината 1862. Представлява еднокорабен храм с дървен покрив без трем. Външните му размери са 10,25 m / 7,53 m, площта 77,18 m2. а дебелината на стената 0,73. Вратата е двойна желязна и правоъгълна, разположена на западната стена. Прагът е две стъпки повдигнат от нивото на наоса. Църквата е осветена от три южни и два северни тесни прозореца. Подът е покрит с плочи. На южната стена има псалтир. Светилището е повдигнато с една стъпка и има три врати, като страничните са до стената. Иконостасът има шест царски икони над високи табла, над тях има наклонена напред дървена зона и отгоре осемнадесет малки икони и разпятие. Конхата на апсидата се вижда отвън, а отвътре е полукръгла сводеста ниша. Има и също полукръгли, но по-ниски протезис и диаконикон. Подобна ниша има и на северната стена. В апсидата има ветилационен отвор. Зиданият олтар и други архитектурни елементи говорят за средновековна фаза на храма. Отвън храмът е измазан само от запад. Покривът е четирискатен, от плочи.